# Jerzy Boksa Radoszewski
Jerzy Boksa Radoszewski herbu Oksza (ur. ok. 1534 roku – zm. przed 28 listopada 1617 roku) – podkomorzy wieluński w latach 1580–1616.
Poseł ziemi wieluńskiej na sejm koronacyjny 1576 roku, sejm 1585 roku, sejm koronacyjny 1587/1588 sejm pacyfikacyjny 1589 roku. Poseł województwa sieradzkiego i ziemi wieluńskiej na sejm zwyczajny 1613 roku. 
W 1589 roku był sygnatariuszem ratyfikacji traktatu bytomsko-będzińskiego na sejmie pacyfikacyjnym. 